# Stardust (Mika)
Stardust è un brano musicale dell'autore e cantante libanese naturalizzato britannico Mika, apparso per la prima volta nel 2012 nell'album The Origin of Love e nel 2013 estratto come singolo in duetto con la cantante italiana Chiara.

## Descrizione
Fu prodotto da Benny Benassi e Greg Wells. L'edizione Deluxe Edition Bonus Disc conteneva una version bonus misto intitolato Stardust Benny (Benassi Mix). Fu prodotto da Benny Benassi, Alessandro "Alle" Benassi, e Nick Littlemore. La Deluxe Edition Bonus Disc italiana includeva ancora un terzo brano Stardust (versione in italiano). Questa versione ha il ritornello in italiano, fu cantato anch'esso in solo da Mika e nella finale di X Factor 6 con Chiara.
La versione italiana cantata assieme alla cantante italiana Chiara, estratto come primo singolo dall'album di raccolta Songbook Vol. 1. Il brano entra in rotazione radiofonica il 7 novembre 2013, mentre è disponibile in download digitale dal 12 novembre 2013.
Quest'ultima versione ha il ritornello in italiano, fu cantato anch'esso in solo da Mika e nella finale di X Factor 6 con Chiara. Nella terza puntata di X Factor 7, Mika (giudice di quest'edizione) e Chiara (vincitrice della passata) presentano la nuova versione presente nella raccolta di brani del cantante libanese.

## Tracce
1. Stardust (featuring Chiara) – 3:24 (testo: Mika, Wayne Hector, Benny Benassi, Alessandro Benassi)

## Classifiche

### Classifiche settimanali
| Classifica (2013) | Posizione massima |
| ----------------- | ----------------- |
| Italia            | 1                 |

### Classifiche di fine anno
| Classifica (2013) | Posizione |
| ----------------- | --------- |
| Italia            | 17        |
| Classifica (2014) | Posizione |
| Italia            | 39        |